# Disseta grandis
Disseta grandis är en kräftdjursart som beskrevs av Esterly 1906. Disseta grandis ingår i släktet Disseta och familjen Heterorhabdidae. Inga underarter finns listade i Catalogue of Life.